# Allium robinsonii
Allium robinsonii — вид трав'янистих рослин родини амарилісові (Amaryllidaceae), ендемік штатів Орегон і Вашингтон, США.

## Опис
Цибулин 1–3+, яйцеподібні, 1–2 × 0.8–1.5 см; зовнішні оболонки від сіруватих до коричнюватих, перетинчасті; внутрішні оболонки білі. Листки зазвичай опадають зі стеблиною, 2; листові пластини плоскі, 5–18 см × 1–2 мм, краї цілі. Стеблина зазвичай утворює зламний шарі опадає з листям після дозрівання насіння, одиночна, прямостійна, сплющена, злегка двокутна, 3–7 см × 1–3 мм. Зонтик опадає зі стеблиною, прямостійний, компактний, 5–12-квітковий, півсферичний, цибулинки невідомі. Квіти дзвінчасті, 7–9 мм; листочки оцвітини прямостійні, від білих до блідо-рожевих з червоними серединними жилками, довгасті, ± рівні, краї цілі, верхівки тупі. Пиляки пурпурні; пилок сірий або жовтий. Насіннєвий покрив тьмяний. 2n = 14.
Період цвітіння: квітень — травень.

## Поширення
Ендемік штатів Орегон і Вашингтон, США.
Населяє родовища піску та гравію вздовж дна та нижніх мілин річки Колумбія; 50–200 м.